# Marcos de León
Marcos Antonio de León Reyes (ur. 20 stycznia 1998 w Santiago de Veraguas) – panamski piłkarz występujący na pozycji bramkarza, od 2025 roku zawodnik Sportingu San Miguelito.